# Скит Успења Богородичиног
Скит Успења Богородичиног или Богородичин скит (гр. Σκήτη Βογορόδιτσας) је руски православни општежитељни скит на Светог Гори. У овом скиту данас живи осам монаха. Окружени миром и тишином, окупани свелошћу сунца, монаси овог скита и путници намерници у њему доживљавају визију сусрета са Богом и свецима.

## Положај
Скит Успења Богородичиног налази се на надморској висини од 700 м, између манастира Ватопеда и Пантократора, на око сат хода. Поред главне цркве посвећене Успењу Пресвете Богородице, у оквиру скита се налазе и два параклиса посвећена светом Јовану Рилском и Браћи Ћирилу и Методију, који су новијег датума градње.
Женама је забрањено да посећују скит. Овамо долазе ходочасници или путници намерници који жуде за разговором о духовном животу с подвижницима, за које је уживање у овоземаљском животу страно. А када коначно стигну до пустињакове келије, треба дуго да стоје пред вратима док их неки од монаха не отвори (иако ови пустињаци радо примају госте, са посебном радошћу), због њиховог гесла да се само упорнима отварају врата. А када приме госте, они се према њима односе тако да их угошћују најлепше што могу.

## Историја
Према руском предању то је стари руски манастир на Светој Гори који је основала у десетом веку кнегиња Олга Кијевска, пошто је примила Свето Крштење у Цариграду. Како тачни историјски подаци о оснивању манастира нису сачувани, самим тим вероватно су манастир основали грчки монаси. Постоји и веровање да су у овом скиту још у 11. веку живели монаси из Русије, међу којима је био и Антоније Печерски из Кијева, оснивач чувене Печерске Лавре.
Некада је овде било и преко 30 монаха да би их данас остало свега неколико. Величанствени конаци и велелепна црква казују о некадашњем сјају овог скита. Према пронађеним подацима у протатској архиви, овде је 1169. године било 27 светогорских игумана на челу са протоепистатом, који су тадашњем игуману Лаврентију пренели права коришћења једног извора у шуми у непосредној близини тадашњег манастира Ксилурга.
Године 1169. монаси су се преселили у нови већи манастир свети Пантелејмон. Након што се Атонитска протата сложила, 1169. године монаси-ксилуристи добили су назад свој стари манастир, који је 1169. године проглашен за манастир светог Пантелејмона.
Након колапса опустели манастира светог Пантелеимона, је напуштен.
Године 1818. године скит је обновљен и насељен углавном бугарским монаштвом. Они су 1820. године прво изградили капелу посвећену Светом Јовану Рилском, а 1885. године и нови двоспратни подрум са великом капелом посвећеном Браћи Кирилу и Методију.
До средине 80-тих година 20. века у овом скиту живели су бугарски монаси.